# الدعاية في كوريا الشمالية
تستخدم حكومة كوريا الشمالية الدعاية وتنتجها بغزارة. تستند معظم الدعاية إلى أيديولوجية زوتشيه (جوتشي) وعلى الترويج لحزب العمال الكوري. ويعني المقطع الأول «جو» الرجل؛ أما المقطع الثاني «تشي» يعني جسد الشخص. وتنص المادة 3 من الدستور الاشتراكي على أن «جمهورية كوريا الديمقراطية الشعبية تسترشد في أنشطتها بمفهوم زوتشيه، وهو نظرة عالمية تركز على الناس، وأيديولوجية ثورية لتحقيق استقلال جماهير الشعب».
وتنشر العديد من صور القادة الوطنيين في جميع أنحاء البلاد.

## المواضيع

### عبادة الشخصية
كانت الدعاية الكورية عاملًا رئيسيًا في تشكيل وتعزيز عبادة الشخصية التي تركزت حول مؤسس جمهورية كوريا الديمقراطية الشعبية، كيم إل سونغ. وقد استخدم الاتحاد السوفيتي الدعاية لتطوير عبادة شخصية كيم، بعد تسليمه السلطة، وروجوا له كمقاتل مقاوم. وسرعان ما تجاوزت الدعاية نماذج أوروبا الشرقية المشابهة. فبدلًا من تصوير مكان إقامته الفعلي في قرية سوفييتية أثناء الحرب مع اليابانيين، زُعم أنه خاض حرب عصابات من قاعدة سرية.
ولكن بمجرد قطع العلاقات مع الاتحاد السوفيتي، ألغي دور السوفييت، كما دور جميع القوميين الآخرين، حتى زُعم أن كيم أسس الحزب الشيوعي في كوريا الشمالية بنفسه. وكان كيم نادرًا ما يظهر في المواقع القتالية أثناء الحرب الكورية، وبدلًا من ذلك، أُظهر الجنود على أنهم يستمدون الإلهام منه. بعد ذلك، رويت العديد من القصص عن «إرشاداته الميدانية» في مواقع مختلفة، والتي قيل صراحة إن معظمها خيالية.
واستمرت الدعاية ذاتها لابنه كيم جونغ إل. وكانت الدعاية الكورية الشمالية تشير إلى المجاعة في كوريا الشمالية خلال تسعينيات القرن العشرين على أنها «نقص في الغذاء»، مع حكايات عن إصرار كيم على تناول نفس الطعام الشحيح الذي يأكله الكوريون الشماليون الآخرون.
بدأت جهود الدعاية للجنرال الشاب كيم جونغ أون، الذي أصبح الزعيم الرئيسي لكوريا الشمالية بعد وفاة كيم جونغ إل في ديسمبر عام 2011.

### العلاقات الخارجية
روجت الدعاية المبكرة، في الأربعينيات من القرن العشرين، لعلاقة إيجابية بين الاتحاد السوفيتي وكوريا الشمالية، وغالبًا ما جرى تصوير الروس على أنهم شخصيات أمومية للكوريين. بمجرد أن أصبحت العلاقات أقل ودية، استُبعد السوفييت من الحسابات التاريخية. وغالبًا ما يُصور انهيار الاتحاد السوفيتي، دون مقاومة، بازدراء شديد في المصادر الكورية التي لا يمكن للروس التأثير عليها.
ويُصور الأمريكيون سلبيًا بشكل خاص. إذ يقدمون كعرق شرير بطبيعته، والعداء هو العلاقة الوحيدة الممكنة معه. وتُستخدم الحرب الكورية كمصدر للفظائع، وليس بسبب غارات القصف فقط وإنما لاتهامهم بارتكاب مجازر. ويعتبر يوم 25 يونيو بداية «شهر الكفاح ضد الإمبريالية الأمريكية» (الذي يُطلق عليه بشكل غير رسمي «شهر كراهية أمريكا» في وسائل الإعلام الأمريكية)، والذي يحيي ذكرى مناهضي الولايات المتحدة ضمن مسيرات حاشدة في ساحة كيم إل سونغ، بيونغ يانغ. وفي عام 2018، أُلغيت هذه التجمعات فيما وصفته وكالة أسوشيتد برس «بعلامة أخرى على الانفراج الدولي في أعقاب القمة بين الزعيم كيم جونغ أون والرئيس الأمريكي دونالد ترامب».
تُصور اليابان كذلك على أنها جشعة وخطيرة، في كل من الحقبة الاستعمارية وما بعدها. أبرزت الدعاية الكورية الشمالية في كثير من الأحيان خطر إعادة عسكرة اليابان. في الوقت نفسه، تعرضت كثافة الدعاية المعادية لليابان لتقلبات متكررة، اعتمادًا على تحسن أو تدهور العلاقات اليابانية - الكورية الديمقراطية. في تلك الفترات التي كانت فيها كوريا الشمالية على علاقة أفضل مع اليابان منها مع كوريا الجنوبية، تجاهلت الدعاية الكورية الشمالية أساسًا نزاع صخور ليانكورت. ومع ذلك، إذا شعرت بيونغ يانغ بالتهديد من التقارب الياباني الكوري الجنوبي أو سعت للتعاون مع سيؤول ضد طوكيو، فإن وسائل الإعلام الكورية الشمالية كانت تثير القضية على الفور، بهدف إحداث خلاف في العلاقات اليابانية الكورية الجنوبية.

تُصور الدول الصديقة على وجه الحصر تقريبًا على أنها دول خاضعة. أشار الصحفي الإنجليزي كريستوفر هيتشنز في مقال بعنوان أمة الأقزام العنصريين إلى أن الدعاية لها زاوية عنصرية وقومية صريحة:
النساء الكوريات الشماليات اللائي يعدن حوامل من الصين - الحليف الرئيسي للنظام وحاميها - يُجبرن على الخضوع للإجهاض. ملصقات الحائط واللافتات التي تصور جميع اليابانيين على أنهم برابرة تتساوى بالطرق التي يجري بها تصوير الأمريكيين على أنهم وحوش معقوفو الأنف.

#### كوريا الجنوبية
تُصور كوريا الجنوبية في الأصل على أنها أرض فقيرة كان يديرها دكتاتوريون قساة ووحشيون مدعومون من الولايات المتحدة، وفيها أطلق الجنود الأمريكيون النار على النساء والأطفال الكوريين وذبحوهم، ولكن بحلول تسعينيات القرن العشرين، وصلت الكثير من المعلومات إلى كوريا الشمالية لمنع ما يعلمونه، وأن كوريا الجنوبية تتمتع باقتصاد أقوى بكثير ومستويات معيشية أعلى ونوعية حياة أفضل، ومن ضمن ذلك الحرية السياسية والاجتماعية، ونتيجة لهذا، فقد اعترفت الدعاية الكورية الشمالية بذلك. ولكن وجهة نظرهم كانت أن هذا لم ينجح في منع إخوانهم في كوريا الجنوبية من التوق إلى توحيد أرضهم و«التطهير العرقي» لشعوبهم.

### الفخر العرقي
غالبًا ما تصف الدعاية الكورية الشمالية الكوريين على أنهم أنقى الأعراق، مع رابط غامض بالجمال الطبيعي للمناظر الطبيعية. ويستخدم اللون الأبيض عادًة كرمز لهذا النقاء، كما في لوحة «حرب تحرير الوطن» (أو الحرب الكورية) التي تصور المناضلات يغسلن البلوزات البيضاء ويعلقنها، بغض النظر عن أن هذه الطريقة ستجعلهن عرضةً للاستهداف.
على النقيض من الصور الستالينية للأشخاص المعبأين بالتصميم، الذين يعدون أنفسهم فكريًا، لكي يكبروا ويصبحوا لائقين بخلق الشيوعية، فإن الصورة المعتادة في الأدب الكوري الشمالي هي فضيلة عفوية تثور ضد الفكر ولكنها تفعل ما هو صواب بشكل طبيعي.
غالبًا ما تحتوي القصص على شخصيات كورية معيبة إلى حد ما، والتي يمكن إصلاحها بسهولة بسبب طبيعتها النقية. وقد نتج عن هذه الحيلة مشاكل مثل عدم وجود الصراع وبالتالي البلادة.
وغالبًا ما تُصور كوريا الجنوبية على أنها مكان تلوث عرقي خطير.

### «الجيش أولًا»
في عهد كيم جونغ إل، كان الموضوع الرئيسي هو حاجة كيم لارتياد الجيش أولًا وقبل كل شيء (في كوريا الشمالية، تسمى هذه السياسة سونغن)، والتي تطلبت من الكوريين الآخرين فعل ذلك دون حاجة دفعهم لذلك. وكان هذا تحولًا عن السياسة السابقة للإصلاح الاقتصادي والمشاركة الدبلوماسية. وتقدم الحياة العسكرية على أنها شيء يتجه إليه الكوريون بشكل عفوي، على الرغم من عصيانهم للأوامر أحيانًا والذي ينبع من أنبل الدوافع. وقد فشل الإطباق الدبلوماسي في تطبيع العلاقات مع اليابان. وفي غضون ذلك، بقيت العلاقات مع روسيا باردة، وكانت الصين تمارس ضغطًا مباشرًا على بيونغ يانغ، ما أدى إلى تغيير ديناميكية العلاقة طويلة الأمد بين الحليفين السابقين.

### الولاء للدولة
غالبًا ما تُصور الرومانسية في القصص على أن سببها فقط المواطنة النموذجية للشخص، فمثلًا تكون المرأة الجميلة غير جذابة حتى يعلم الرجل أنها تطوعت للعمل في مزرعة بطاطا.